# مضاد اختلاج
مضادات الاختلاج  أو مضادات الصرع أو مضادات النوبات هو دواء يستعمل لعلاج وخصوصاً للوقاية من نوبات الصرع. تستعمل هذه الادوية لعلاج الأعراض المرضية أحياناً كما يمكن ان تستعمل في علاج امراض أخرى كالقلق والاضطراب ثنائي القطب وأيضاً كمسكّن للألم.
تستخدم مركبات السكسينيميدات في تركيب مضادات الاختلاج.

## أبرز الأدوية

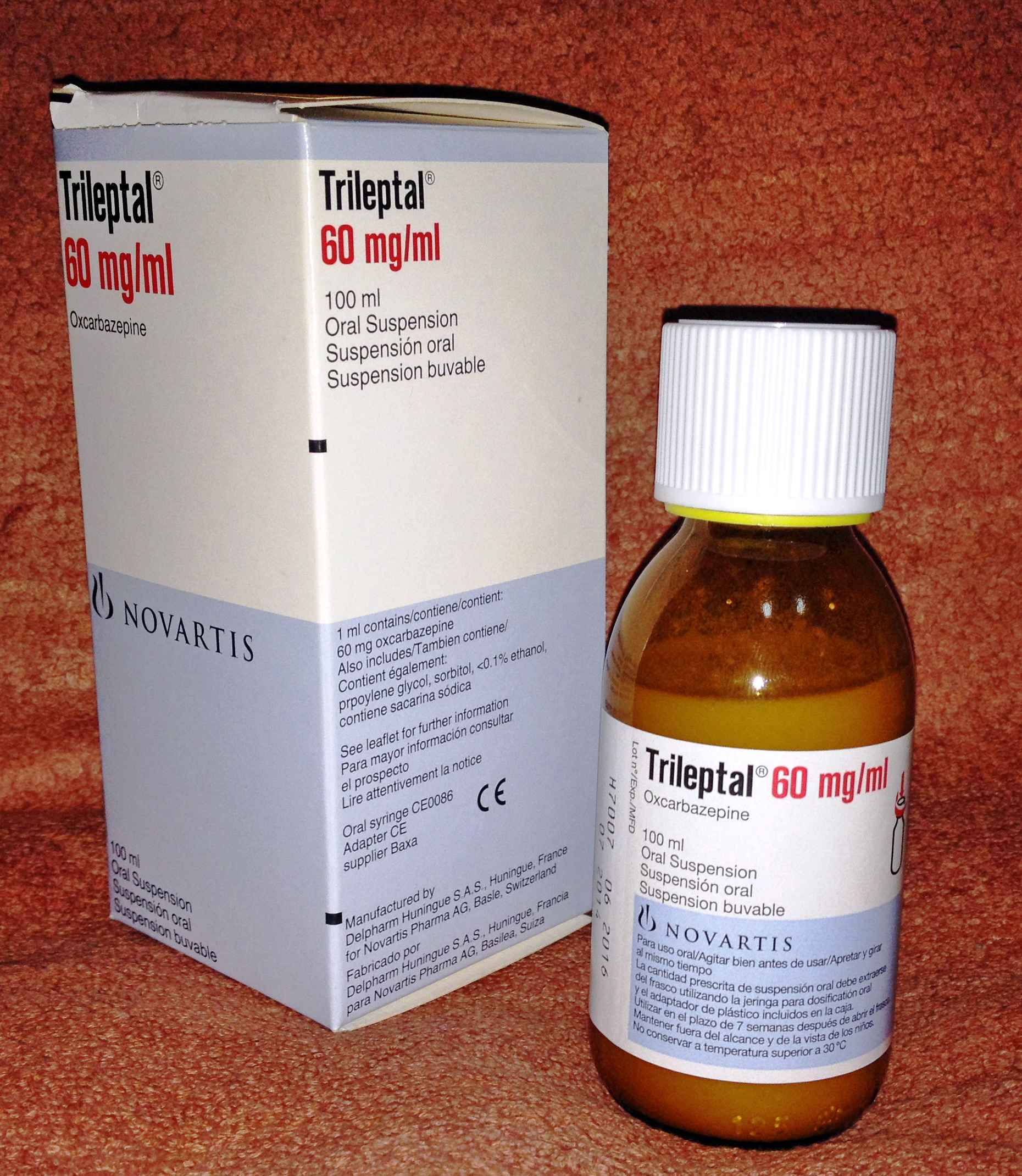
دواء أوكسكاربازيبين Oxcarbazepine من إنتاج شركة أدوية نوفارتس (NOVARTIS) السويسرية ، تحت الاسم التجاري Trileptal.
في الصورة:
مستعلق فموي Oral Suspension 100mg/ml.

- باربيتورات.
- هيدانتوين.
- أوكسازيليدين.
- سوكسينيميدات.
- بنزوديازيبين.
- كاربوكساميد.
- حمض الفالبرويك.
- مشتقات البيرماديندايون.
- كاربمازيبين.
- ايثوكسيمايد.
- أوكسكاربازيبين.